# Navy Seal

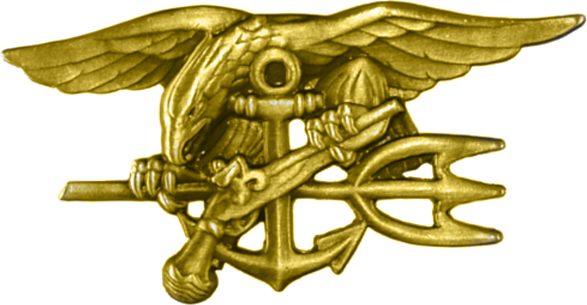
SEALs utbildningstecken.

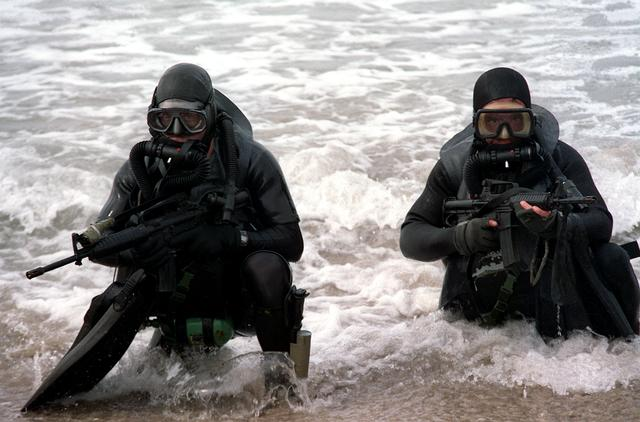
SEAL-dykare landstiger.

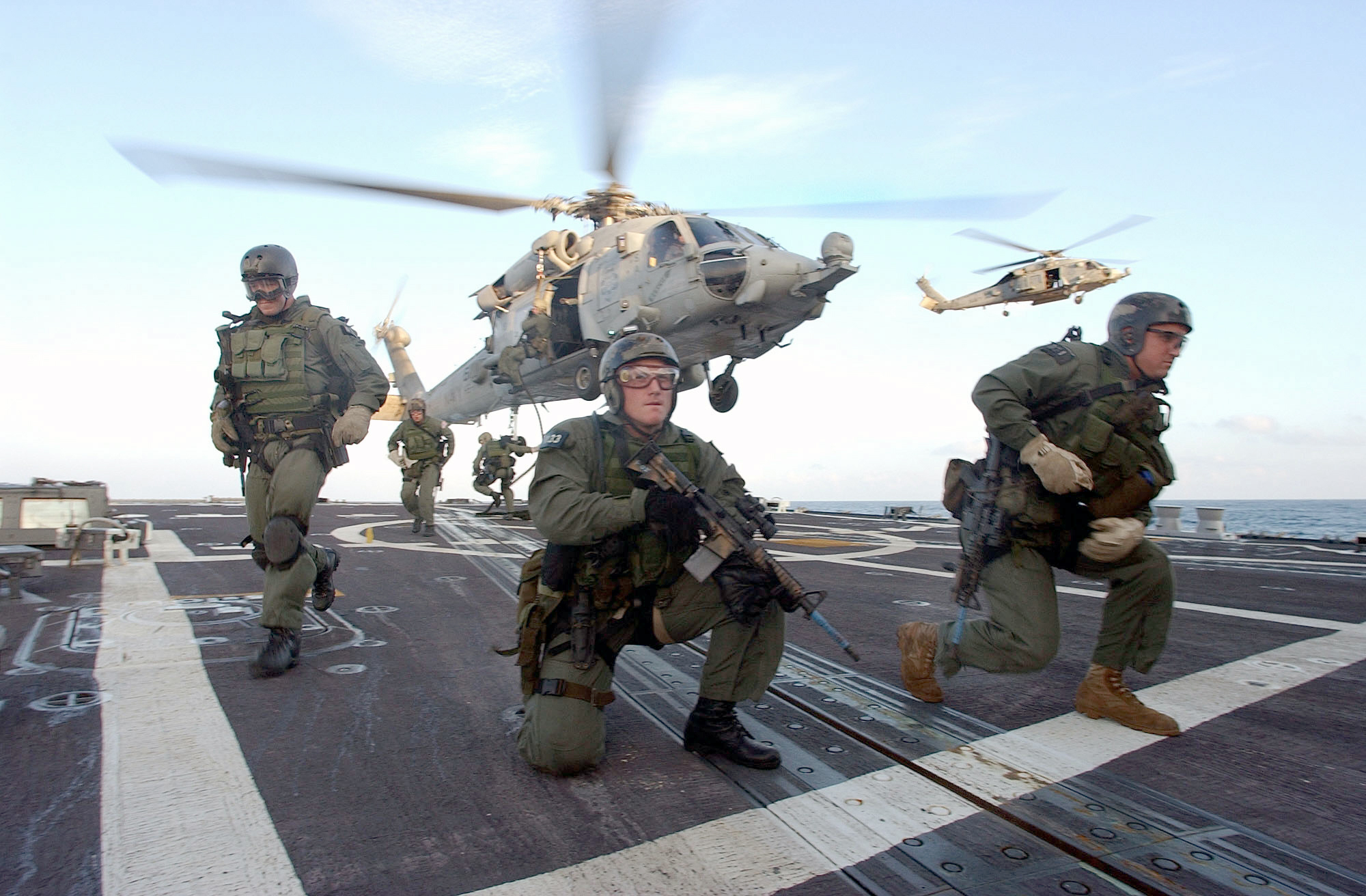
Nedfirning från helikopter.

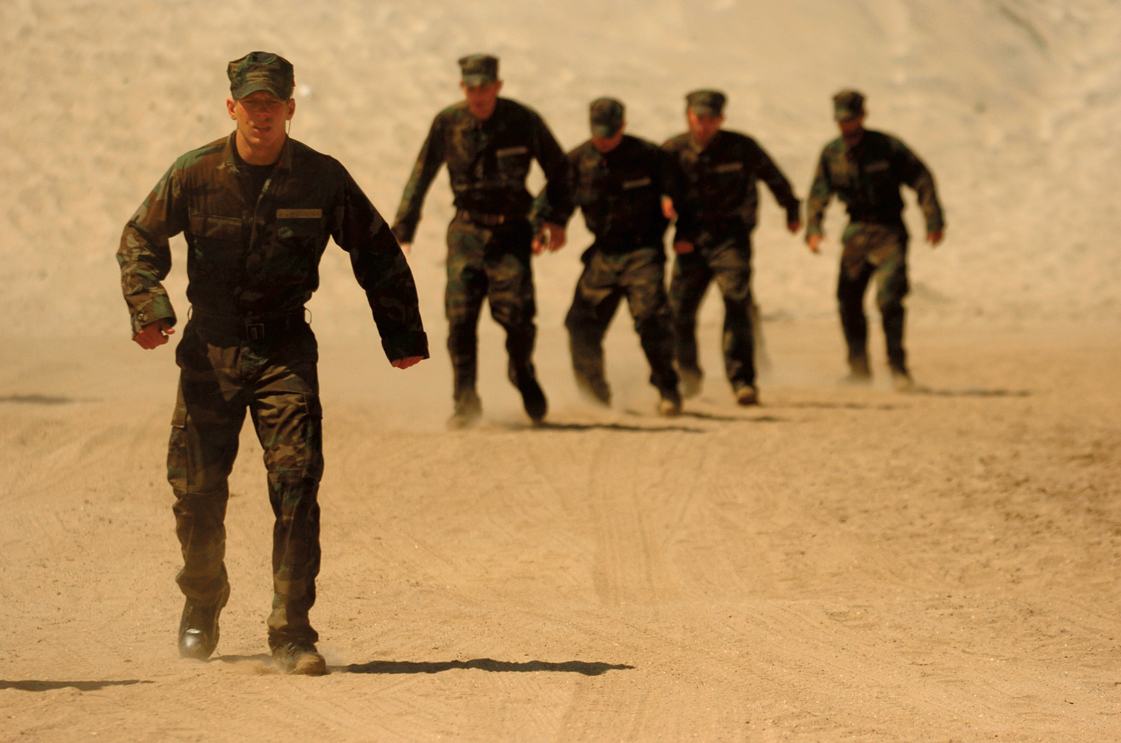
Marsch under "Hell week".

Navy SEAL är namnet på den amerikanska flottans attackdykare och specialförband. SEAL är kortformen och utläses Sea Air Land, vilket anger att förbandet skall kunna verka till havs, i luften (fallskärm) samt på land. 
I likhet med arméns (Special Forces), flygvapnets och marinkårens motsvarigheter så ingår även Navy SEALs operativt som en del av United States Special Operations Command (USSOCOM).  

## Bakgrund
SEALs skapades 1962 under Vietnamkriget på befallning av USA:s president John F. Kennedy och flottan valde sin utbildning av Underwater Demolition Teams (UDT skapades 1943 som en del av flottans ingenjörstrupper, Seabees) som grund för SEAL. Traditionen är således densamma som för brittiska Commandos, Special Air Service och Special Boat Service. Från 1966 och framåt verkade SEALs i Vietnam och utmärkte sig snabbt inom ramen för den lilla enhetens lösande av underrättelse- och stridsuppgifter på djupet av fiendens territorium. Eldöverfall och fritagning av fångar är två omskrivna typuppgifter som förbandet gjorde sig känt för att lösa skickligt.
Till minne av utvecklingen från Underwater Demolition Teams till SEAL finns ett museum på temat i Florida. 

## Organisation
Samtliga Navy SEAL förband ingår i United States Naval Special Warfare Command med högkvarter vid Naval Amphibious Base Coronado utanför San Diego på USA:s västkust.
- Naval Special Warfare Group 1, Coronado, Kalifornien[1]
  - SEAL Teams 1, 3, 5, 7
- Naval Special Warfare Group 2, Little Creek, Virginia [1]
  - SEAL Teams 2, 4, 8, 10
- Naval Special Warfare Group 4, Little Creek, Virginia [1]
  - Special Boat Teams 12, 20, 22
- Naval Special Warfare Group 8, Little Creek, Virginia [1]
  - SEAL Delivery Vehicle Team 1, 2
  - Special Reconnaissance Team 1, 2
- Naval Special Warfare Group 11, Coronado, Kalifornien [1]
  - SEAL Teams 17, 18,
- Naval Special Warfare Development Group (tidigare känt som SEAL Team 6), Virginia Beach, Virginia, tillhör Joint Special Operations Command [1]
  - Red Squadron
  - Blue Squadron
  - Gold Squadron
  - Silver Squadron
  - Black Squadron
  - Gray Squadron

Varje team består av en befälhavare (kommendörkapten), stab och åtta plutoner om 16 man.

## Personal
Det finns 2 450 SEAL-soldater. De flesta av dessa är manskap och underofficerare inom tjänstegrenen Special Warfare Operator, medan officerarna tillhör tjänstegrenen Special Warfare. De stöds av ca 600 underbefäl och underofficerare inom tjänstegrenen Special Boat Operator (båtförare). Totalt tjänstgör ca 5 400 man inom Naval Special Warfare Command. 

## Utbildning
- BUD/S (Basic Underwater Demolition/SEAL) (grundläggande utbildning)
  - Fas 1: Basic Conditioning (fysisk träning), åtta veckor. [4] Där ingår som fjärde vecka Hell Week, med 5 1/2 dags kontinuerlig övning med högst fyra timmars sömn under hela veckan.[5]
  - Fas 2: Dykning, åtta veckor.[5]
  - Fas 3: Markstrid, nio veckor.[5]

- Advanced Navy SEAL Training (avancerad utbildning)[6]
  - Fas 1: Grundläggande fallskärmsutbildning, tre veckor.
  - Fas 2: SEAL Qualification Training (SQT) (kvalificeringsutbildning, 15 veckor.)

Den som klarat av fas 2 av den avancerade utbildningen får anlägga SEAL:s utbildningstecken och fortsätter sedan att utbildas i runt 15 månader.

## Operationer
SEAL har i princip deltagit i varje krig och konflikt som Förenta Staterna involverat sig i sedan 1966. 
Sedan 1972 och attentatet under OS i München kom SEALs att likt flertalet andra specialförband att utveckla metoder att möta terrorism. I USA finns ett flertal mer eller mindre specialiserade enheter på taktisk och teknisk antiterrorism, där SEAL Team 6 är flottans särskilt tränade resurs. Andra enheter med förmågan är bland annat 1st Special Forces Operational Detachment- Delta (känt som Delta Force) som är en del av amerikanska arméns Special Operations Forces, Special Forces (Gröna Baskrarna), Rangers och polisens olika Special Weapons and Tactics/Techniques enheter (SWAT).

## Sagor och rykten
Navy SEALs har haft stor genomslagskraft i populärkulturen. Jan Guillous fiktive underrättelseofficer Carl Hamilton är utbildad Navy SEAL. I mängden av krigs- och våldsromantik från Hollywood finns gott om exempel på SEALs; Steven Seagal i Under belägring, Michael Biehn jämte Charlie Sheen i US Navy SEALs, Demi Moore och Viggo Mortensen i GI Jane, Alex O'Loughlin i Hawaii Five-0 samt John M. Jackson i tv-serien På heder och samvete. I den amerikanska flottan finns uppfattningen att just SEALs har den tuffaste utbildningen och är de bästa soldaterna i hela världen. Denna uppfattning har haft stort genomslag inte minst tack vare enhetens genomslag i Hollywood.